# بنیاد دیوید سوزوکی
بنیاد دیوید سوزوکی یک سازمان زیست‌محیطی غیرانتفاعی مبتنی بر علم است که دفتر مرکزی آن در ونکوور، بریتیش کلمبیا، کانادا قرار دارد و دفاتری نیز در مونترال و تورنتو دارد. این سازمان در اول ژانویه ۱۹۹۱ به عنوان یک موسسه خیریه کانادایی ثبت شده در فدرال تأسیس شد. تا سال ۲۰۰۷، ۴۰ هزار اهداکننده داشت. مأموریت آن حفاظت از طبیعت در عین ایجاد تعادل در نیازهای انسانی است. این سازمان کاملاً توسط کمک‌های مالی و اعانه‌های بنیاد پشتیبانی می‌شود و تا سال ۲۰۱۲، ۹۰٪ از اهداکنندگان آن کانادایی بودند. تا سال ۲۰۰۷، بنیاد حدود هفتاد و پنج کارمند داشت.

## نمای کلی
در سال ۱۹۸۹، شرکت پخش کانادا یک سریال رادیویی از دیوید سوزوکی پخش کرد، با عنوان «مسئله بقاست» که در کتابی با همین نام در سال ۱۹۹۰ به‌طور مشترک منتشر شد. در این مجموعه و کتاب، شرح داده شده است که چگونه «اولین اجماع علمی جهانی» مبنی بر اینکه جهان «وارد دورانی از تغییرات اقلیمی بی‌سابقه می‌شود» در کنفرانس بین‌المللی تورنتو در ژوئن ۱۹۸۸ در مورد تغییرات جوی به ریاست استیون لوئیس و با حضور ۳۰۰ دانشمند از سراسر جهان پدیدار شد. این بنیاد در پاسخ به جلسه‌ای که در سال ۱۹۸۹ توسط دیوید سوزوکی برگزار شد، تشکیل شد. و تارا کولیس به همراه حدود دوازده مهمان دعوت‌شده که می‌خواستند برای معکوس کردن تغییرات اقلیمی جهانی تلاش کنند. این بنیاد در ۱۴ سپتامبر ۱۹۹۰ تأسیس شد. سوزوکی در آوریل ۲۰۱۲ از هیئت مدیره بنیاد کناره‌گیری کرد - همسرش، تارا کولیس، به عنوان رئیس هیئت مدیره فعالیت می‌کند.
طبق وب‌سایت این بنیاد، هدف آن بررسی، برقراری ارتباط و حمایت از کارهایی است که «نیازهای انسانی» را با ظرفیت سیاره زمین برای «حفظ حیات» متعادل می‌کند. اگرچه به کانادا و کانادایی‌ها مربوط می‌شود، اما تمرکز آن بر چهار منطقه است - انتاریو و منطقه شمالی، کبک/فرانسوی زبان، بریتیش کلمبیا و منطقه غربی. حوزه‌های اصلی مورد توجه شامل حفاظت از آب و هوا، تحول اقتصاد، تشویق به ارتباط مجدد با طبیعت و جامعه‌سازی است.
این بنیاد اطلاعات مربوط به فعالیت‌های حمایتی خود را از طریق خبرنامه‌ها، مطالعات علمی، گزارش‌های تحقیقاتی، کتاب‌ها، بسته‌های اطلاعاتی، بروشورها و اطلاعیه‌های خبری منتشر می‌کند. برخی از پروژه‌های بزرگ آنها شامل پروژه آینده انرژی، اقیانوس‌های سالم و غذاهای دریایی پایدار که رتبه‌بندی گزینه‌های غذاهای دریایی را در منتشر کرد، سنت لارنس: رودخانه زنده ما، ارزیابی سرمایه طبیعی، حفاظت از زیستگاه‌ها و گونه‌های در معرض خطر، ارتباط جوانان با طبیعت و زندگی سبز (که قبلاً «ملکه سبز» نامیده می‌شد) بود.

### بودجه
این بنیاد در اول ژانویه ۱۹۹۱ به عنوان یک موسسه خیریه کانادایی ثبت شده در فدرال تأسیس شد و کاملاً توسط کمک‌های مالی و اعانات بنیاد پشتیبانی می‌شود. این مؤسسه هیچ بودجه دولتی، به جز از شورای ملی تحقیقات علوم و مهندسی کانادا، را نمی‌پذیرد. همچنین این سازمان، نهاد تأمین مالی برای سازمان‌های دیگر نیست.
تمام اطلاعات مالی و اهداکنندگان در وب‌سایت رسمی آنها و از طریق انتشار گزارش‌های سالانه‌شان در دسترس عموم قرار دارد. آنها در گزارش سال ۲۰۰۶ خود اعلام کردند که حدود ۷۵٪ از ۴۰٬۰۰۰ حامی آنها، کمتر از ۵۰۰ دلار کمک مالی کرده‌اند. در سال مالی ۲۰۱۲، آنها گزارش دادند که ۵۹٪ از بودجه آنها از طریق اهداکنندگان شخصی تأمین شده است. بنیادها و کسب‌وکارها به ترتیب ۲۵٪ و ۱۳٪ دیگر کمک مالی کردند و بیش از ۹۵٪ از اهداکنندگان کانادایی بودند.
طبق گزارش سالانه ۲۰۰۵–۲۰۰۶ آنها، ۴۰٬۰۰۰ اهداکننده به بنیاد سوزوکی وجود داشته است که شامل ۵۲ شرکت - بل کانادا، تویوتا، آی‌بی‌ام، مک‌گرا-هیل رایرسون، اسکوشیا کپیتال، برادران وارنر، کانن و بانک مونترال - می‌شوند.
پس از آنکه بنیاد سیاست اخلاقی پذیرش هدیه خود را اجرا کرد، دیگر مانند گذشته کمک‌های مالی از اهداکنندگان شرکت‌های فعال در صنعت سوخت‌های فسیلی را نمی‌پذیرفت. پیش از سیاست پذیرش هدایای اخلاقی، این بنیاد از انکانا، یک شرکت پیشرو در تولید گاز طبیعی و توسعه ماسه‌های نفتی در جهان، و، توزیع‌کننده اصلی گاز طبیعی در آلبرتا که یکی از بزرگ‌ترین تأمین‌کنندگان برق در جهان است و پنج نیروگاه تولید برق با سوخت فسیلی و سه نیروگاه هسته‌ای را اداره می‌کند، بودجه دریافت می‌کرد.
این همچنین مشارکتی از بنیاد میراث تیلور میچل است که پس از مرگ تیلور میچل در اثر حمله کایوت در سال ۲۰۰۹ آغاز شد.

## فعالیت‌ها

### آبزی‌پروری نوترکو
بنیاد دیوید سوزوکی کمپینی با عنوان «پرورش‌یافته و خطرناک» در مورد نگرانی‌های زیست‌محیطی مربوط به صنعت ماهی پرورشی، با تمرکز بر، بزرگ‌ترین تولیدکننده ماهی سالمون پرورشی در جهان، راه‌اندازی کرد. ویوین کراوز، که در سال ۲۰۰۲ به عنوان مدیر توسعه شرکت در آمریکای شمالی استخدام شد، به‌طور فعال یک کمپین روابط عمومی را برای مقابله با انتقادات مطرح شده علیه که توسط بنیاد دیوید سوزوکی و دیگر فعالان محیط زیست مطرح شده بود، دنبال کرد. کراوز به اطلاعات آنلاین عمومی مربوط به درآمد مالیاتی دسترسی پیدا کرد تا صفحات گسترده‌ای از نام اهداکنندگان مالی سازمان‌های زیست‌محیطی در کانادا ایجاد کند و یافته‌های خود را در وبلاگ خود منتشر کند. این شامل اطلاعاتی بود که بنیاد دیوید سوزوکی، بین سال‌های ۲۰۰۰ تا ۲۰۱۰، ۴۴ میلیون دلار از محل کمک‌های مالیاتی دریافت کرده بود.
در فوریه ۲۰۰۴، سوزوکی با نخست‌وزیر کانادا، پل مارتین، ملاقات کرد تا گزارش بنیاد در مورد چگونگی دستیابی به پایداری در طول یک نسل را ارائه دهد. «کانادا در یک مقایسه زیست‌محیطی»، گزارشی که در سال ۲۰۰۱ توسط رئیس تحقیقات زیست‌محیطی کارکنان حقوق و سیاست‌های زیست‌محیطی دانشگاه ویکتوریا منتشر شد و توسط دیوید آر. بوید، وکیل محیط زیست و یکی از نویسندگان کتاب در حال انتشار «راهنمای دیوید سوزوکی برای کمک به سیاره» نوشته شده است، با بررسی ۲۵ شاخص زیست‌محیطی، کانادا را در رتبه ۲۸ از بین ۲۹ کشور قرار می‌دهد. این بنیاد و بوید گزارش جداگانه‌ای با عنوان «پایداری در یک نسل» تهیه کردند که به ظرفیت‌های کانادا برای بهبود پایداری و حفاظت از محیط زیست می‌پردازد. این بنیاد معتقد است که این امر می‌تواند با بهبود بهره‌وری، حذف ضایعات و آلودگی و ساخت شهرهای پایدار به بهترین شکل محقق شود.
چالش طبیعت دهه ۲۰۰۰ که با مشورت اتحادیه دانشمندان نگران تأسیس شد، کانادایی‌ها را تشویق کرد تا مصرف انرژی خانگی را کاهش دهند، از لوازم خانگی و وسایل نقلیه کم‌مصرف استفاده کنند، با استفاده از وسایل حمل و نقل عمومی، دوچرخه‌سواری یا پیاده‌روی، کمتر از وسایل نقلیه شخصی استفاده کنند و با زندگی در نزدیکی محل کار یا مدرسه، خرید مواد غذایی محلی، خوردن وعده‌های غذایی گیاهی بیشتر، اجتناب از استفاده از آفت‌کش‌ها، از وسایل نقلیه شخصی خود کمتر استفاده کنند. تا تاریخ نوامبر ۲۰۰۷ بیش از ۵۰۰۰۰۰ نفر در چالش طبیعت دیوید سوزوکی شرکت کرده بودند. بسیاری از کانادایی‌های مشهور، از جمله نلی فورتادو، سم رابرتز، مارگارت اتوود، رابرت مانش، لری کمپبل و دیوید میلر، در چالش طبیعت دیوید سوزوکی شرکت کرده‌اند.

### لا رز و همکاران علیه علیاحضرت ملکه
در ۲۵ اکتبر ۲۰۱۹، بنیاد دیوید سوزوکی به همراه سازمان خیریه «تراست کودکان ما» و ۱۵ فعال جوان از جمله سیسیلیا لا رز، سیرا رابینسون و ساج گری-استارسویچ، یک دادخواست فدرال علیه دولت کانادا تنظیم کردند و ادعا کردند که دولت منشور حقوق و آزادی‌های جوانان را نقض کرده است. این دادخواست از دولت کانادا می‌خواهد که فوراً کاهش انتشار گازهای گلخانه‌ای کانادا را برای کاهش اثرات تغییرات اقلیمی آغاز کند.

## انتقاد

### غذای اصلاح‌شده ژنتیکی
تا اوایل دهه ۲۰۱۰، یک اجماع علمی وجود داشت که در آن زمان، غذای اصلاح‌شده ژنتیکی به اندازه غذای معمولی بی‌خطر بود. سازمان بهداشت جهانی تصریح کرد که هر غذای اصلاح‌شده ژنتیکی جدید که معرفی می‌شود، باید مورد به مورد آزمایش شود.
در سال ۲۰۱۲، ظاهراً وب‌سایت سال ۲۰۱۲ بنیاد هنوز صفحه‌ای با عنوان «درک جی ام او» داشت که می‌گفت در آن زمان، «ایمنی غذاهای جی ام او» «اثبات نشده» بود و اینکه و یک مجموعه رو به رشد از تحقیقات، «این غذاها را با نگرانی‌های سلامتی» مرتبط دانسته بودند. این صفحه دیگر در وب‌سایت آنها میزبانی نمی‌شود.